# Erwin Kroll
Erwin Kroll (Gilze en Rijen, 6 augustus 1950) is een Nederlands meteoroloog en voormalig weerpresentator.

## Opleiding
Kroll deed 7 jaar over de lagere school (hij doubleerde de vijfde klas). Nadat hij de Zeven Gavenschool in de Utrechtse wijk Kanaleneiland had verlaten ging hij naar het Bonifatius Lyceum aan de Fockema Andreaelaan in Utrecht-Oost. Daar behaalde hij in 1969 zijn hbs-diploma. Na de middelbare school studeerde Kroll geologie, maar brak zijn studie af om bij het KNMI te gaan werken. Hij onderzocht op de afdeling geofysica de verplaatsing van radiogolven door de atmosfeer.

## Loopbaan en werkzaamheden
Na zijn opleiding werkte Kroll tien jaar als luchtvaartmeteoroloog op Schiphol en in Limburg. In 1986 kwam hij als weerman in dienst bij de NOS. Al vrij snel verwierf hij grote populariteit en werd hij een markante persoonlijkheid die het weer, vaak met uitbundige handgebaren, bij de kijker en luisteraar thuis bracht. In 2006 werd hij verkozen tot favoriete weerman aller tijden van de NOS, in verband met het vijftigjarig bestaan van het NOS Journaal.
In 1988 presenteerde Kroll een programma van de Teleac genaamd Klimaat in beeld, een historisch overzicht van het klimaat, hoe het vroeger was en hoe het verandert.
Een bijzonder project was de zonsverduistering van 1999, die door hem werd verslagen vanuit Étretat in Frankrijk. Daarnaast gaf Kroll lezingen, schreef hij boeken en werkte hij mee aan uitzendingen van Teleac. Vanaf 15 november 2007 presenteerde hij het vijfdelige programma Noodweer bij de NCRV, waarin werd ingegaan op de ingrijpende weersveranderingen in Nederland.
Kroll was in 2007 ambassadeur van de toenmalige WetenWeek, Topje van de IJsberg, over de problematiek van de klimaatverandering. Hij schreef bij deze gelegenheid zijn eigen visie op in Een warme wereld. Op 8 april 2011 presenteerde Erwin Kroll precies 25 jaar lang NOS Weer. Eind 2011 trad hij voor het laatst op als weerman. Op 28 augustus 2012 werd bekend dat hij definitief niet meer zou terugkeren op de televisie.
Sinds 17 juli 2014 keerde Kroll terug op televisie samen met Philip Freriks  in het programma Lekker Weertje. In 2015 kwam een einde aan dit programma. Sindsdien verscheen hij niet meer op televisie.

## Trivia
- Erwin Kroll heeft de radiospot van de WetenWeek ingesproken.
- Deelnemer aan Click for the Climate, waarbij men een toezegging doet om tijdens de WetenWeek energie te besparen.
- Zijn stem is te horen op de single Klotenweer van de Drentse band Skik.

## Werk
- Altijd weer. Foto's van Jacob Kuiper, tekeningen Erwin Kroll. Den Haag, Bzztôh, 1989
- Het weer. Met tekeningen van Elly Hees. Amsterdam, Prometheus Kinderboeken, 2003
- Een warme wereld. Een positieve kijk op ons klimaat. Nieuw Amsterdam, 2007